# F1 2019 (computerspel)
F1 2019 is een racespel dat ontwikkeld en uitgegeven is door Codemasters. De verschijningsdatum is 28 juni 2019 voor de PlayStation 4, Windows en de Xbox One. Het spel is gebaseerd op het Formule 1-seizoen van 2019.
Het spel werd in april 2019 aangekondigd, waar bekend werd gemaakt dat het spel tijdens de Oostenrijkse Grand Prix van 2019 uit zou komen.
Ook is er een Legends Edition verkrijgbaar, hierbij kunnen spelers spelen als Ayrton Senna of Alain Prost. Ook krijgt de speler 3 dagen eerder toegang tot het spel.

## Gameplay
Vanaf deze game zit naast de gebruikelijke Formule 1 ook de Formule 2 in het spel, wat gebaseerd is op het Formule 2-seizoen van 2018. Later kwam de Formule 2-seizoen van 2019 bespeelbaar.

### Carrièremodus
In de career-mode start het spel in de Formule 2. De speler moet 3 scenario's spelen. Teamgenoot is Lukas Weber, en rivaal is Devon Butler. Ook deze 2 coureurs stappen over naar de Formule 1. Ook kan de speler een Driver academy kiezen, de aangesloten teams bij de gekozen academie hebben meer interesse in de coureur bij het overstappen naar de Formule 1. Ook kan de F2 overgeslagen worden. In dit geval gaan Butler en Weber ook niet mee naar de Formule 1. Nieuw is dat ook de echte coureurs in de Carrièremodus naar een ander team kunnen gaan. Na 10 seizoenen eindigt de carrière. 
F1 2010 · F1 2011 · F1 2012 · F1 2013 · F1 2014 · F1 2015 · F1 2016 · F1 2017 · F1 2018 · F1 2019 · F1 2020 · F1 2021 · F1 2022 · F1 2023 · F1 2024